# Quận Searcy, Arkansas
Quận Searcy là một quận thuộc tiểu bang Arkansas, Hoa Kỳ.
Quận này được đặt tên theo Richard Searcy. Theo điều tra dân số của Cục điều tra dân số Hoa Kỳ năm 2000, quận có dân số 8261 người. Quận lỵ đóng ở Marshall.6 Đây là một quận cấm rượu hay quận khô.

## Địa lý
Theo Cục điều tra dân số Hoa Kỳ, quận có diện tích 1733 km2, trong đó có 5 km2 là diện tích mặt nước.